# Фрайбург (хокейний клуб)
«Фрайбург» (нім. EHC Freiburg) — хокейний клуб із міста Фрайбург-ім-Брайсгау, Німеччина. Заснований у 1961 році. Виступає у Другій Німецькій хокейній лізі.

## Історія
Клуб «Фрайбург» заснований у 1961 році, тривалий час команда грала в Оберлізі та чергувала з виступами в Другій Бундеслізі. У сезоні 2002/03 «вовки» стали чемпіонами Другої Бундесліги і наступний сезон провели в Німецькій хокейній лізі фінішувавши на останньому місці. 
Потім «Фрайбург» кілька сезонів грав або в Оберлізі або в Другій Бундеслізі аж поки клуб не був оголошений банкрутом у 2010 році, а наступного року було засновано нову компанію, яка відродила команду але виступала в Регіональній лізі. У 2012 році клуб здобув право підвищитись до Оберліги, а у 2015 році до Другої Німецької хокейної ліги.
У травні 2019 року змінився головний тренер команди замість чеха Яна Мелічара клуб очолив британець Пітер Рассел.

## Домашня арена
Стадіон «Франц Зігель Арена» відкритий у 1960 році. Арена вміщує 3500 глядачів.